# Avenida Sexta
La Avenida Sexta de Cali es una de las vías tradicionales y emblemáticas de la ciudad de Cali. Su importancia radica en su función como eje de desarrollo cultural, arquitectónico y económico en la historia de la ciudad. La avenida atraviesa varios de los barrios más tradicionales de la ciudad, como lo son los barrios Granada y Versalles.

## Historia
La avenida sexta, conocida como avenida Ayacucho en sus primeros años, fue construida sobre el antiguo camino de herradura que conducía a los talleres del tren en Chipichape y a los municipios de Yumbo y Vijes. Fue a partir de los años 20 cuando se dio comienzo a la pavimentación de la avenida, llegando con ella la urbanización de sus zonas aledañas por parte de la nueva clase social de comerciantes y burgueses. Esto dio origen al primer barrio del sector en 1922, el Barrio Granada, continuando con una expansión urbana constante hasta los años 50.

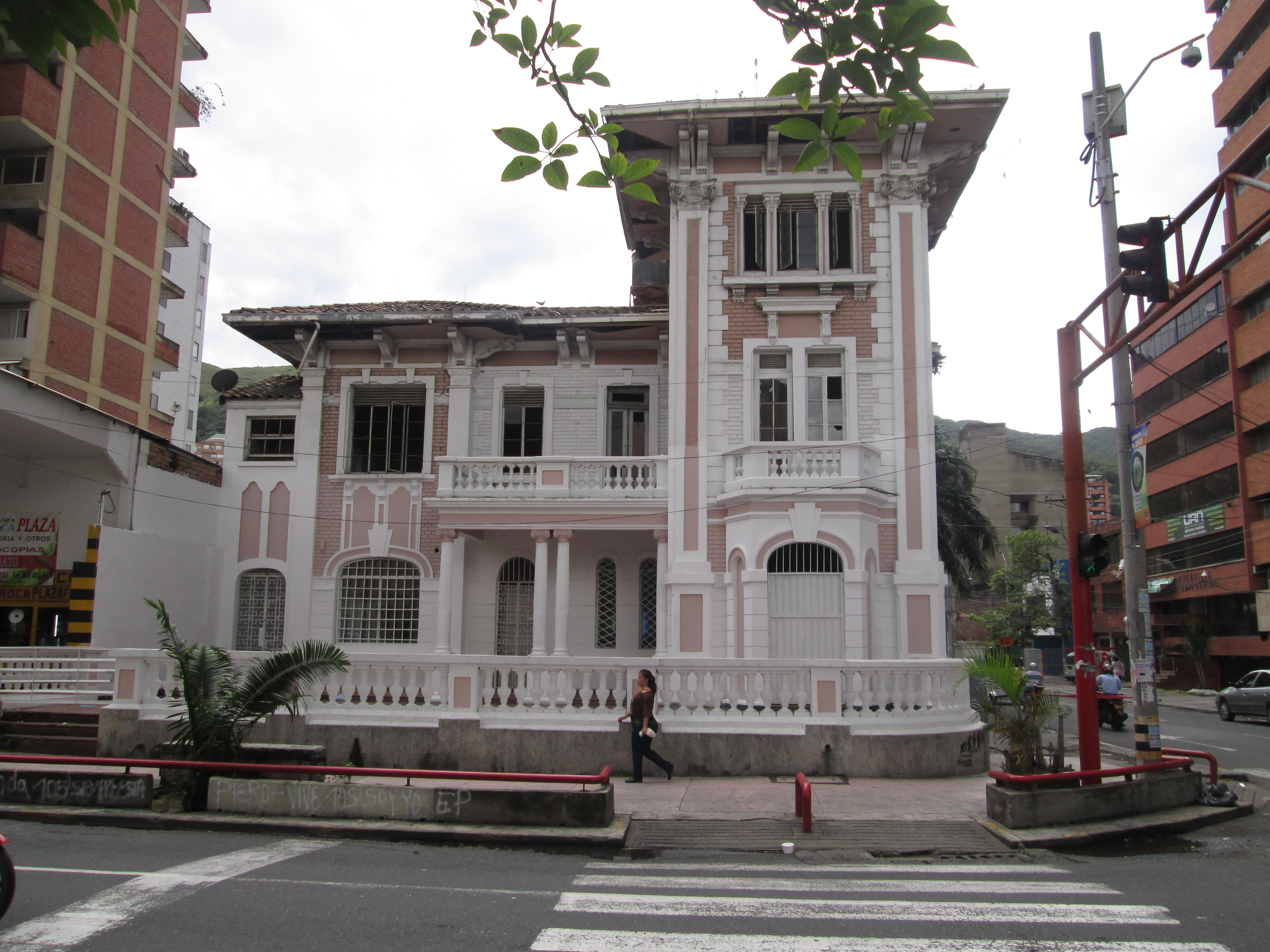
Casa Antigua sobre la Avenida.

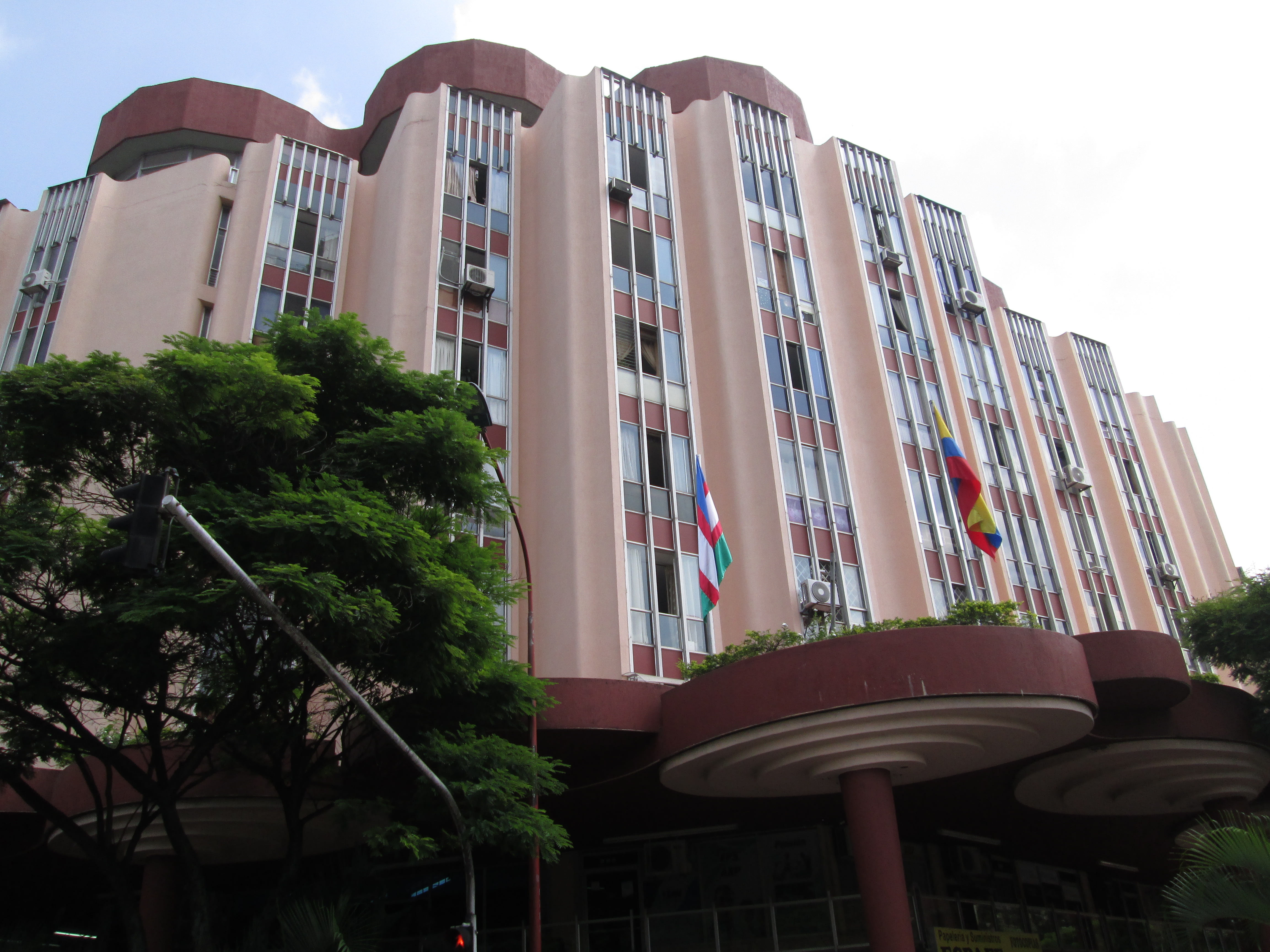
El Edificio Palacio Rosa marca el inicio de la Avenida.

La avenida fue en un foco de renovación arquitectónica en el norte de la ciudad, dado que las familias más acaudaladas construyeron grandes casonas junto a esta, rompiendo el estilo colonial que aún se mantenía en la ciudad, acercándose a una arquitectura más europea. Estas casas en su mayoría de tonos pasteles dieron paso al mote de Zona Rosa para la avenida. A partir de 1936 con la construcción del Puente España sobre el Río Cali, se dio un dinamismo al sector que estaba ahora conectado directamente con el centro de la ciudad y las avenidas Boyacá y Belalcazar.
Así, la nueva Zona Rosa de la ciudad se convirtió en un foco comercial y de entretenimiento. Se construyeron numerosos teatros de cine a lo largo de la avenida, siendo el Teatro Calima y Bolívar los más destacados. De igual manera, la avenida trajo consigo los primeros almacenes exclusivos y Boutiques a la ciudad. En los años 80 la avenida era el recorrido oficial de la cabalgata de la Feria de Cali.

## Sitios Importantes que atraviesan por la vía
La Avenida está flanqueada por diversos sitios de interés, ya sean culturales, comerciales, históricos y de entretenimiento.
- Edificio Palacio Rosa
- Teatro Calima
- Parroquia de San Judas Tadeo
- Parque de las Tortugas
- Puente Chipichape
- Centro Comercial Chipichape
- Todelar Radio
- Las Vallas
- Centro Empresa
- Parque del Amor